# Trebelno pri Palovčah
Trebelno pri Palovčah – wieś w Słowenii, w gminie Kamnik. W 2018 roku liczyła 8 mieszkańców.